# Nolčovo
Nolčovo (hongrois : Nolcsó) est un village de Slovaquie situé dans la région de Žilina.

## Histoire
La première mention écrite du village date de 1571.

## Démographie

### Évolution de la population
| Année:               | 1994. | 2004.    | 2014.   | 2024.   |
| -------------------- | ----- | -------- | ------- | ------- |
| Nombre de personnes: | 315   | 254      | 245     | 254     |
| Différence:          |       | -19,36 % | -3,54 % | +3,67 % |

| Année:               | 2023. | 2024.   |
| -------------------- | ----- | ------- |
| Nombre de personnes: | 255   | 254     |
| Différence:          |       | -0,39 % |